# Atanor

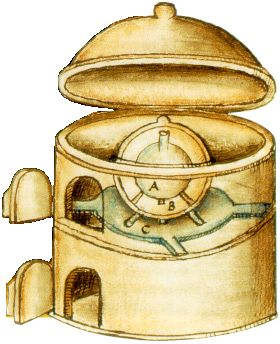
Athanor

Atanor, riportato anche come Athanor, è un termine usato in alchimia per designare un forno il cui calore serve ad eseguire la digestione alchemica, utilizzato per la prima volta da Raimondo Lullo nel suo Elucidatio Testamenti R. Lulli. Il termine deriva dall'arabo at-tannūr (التنور) e dall'ebraico tanur che significa "forno"; tuttavia nella dottrina alchemica si fa risalire il termine al greco Α-Θάνατος (Thánatos) ovvero Morte, preceduto dalla "A" privativa, ovvero "senza-morte" per indicare la capacità della fornace di lavorare all'infinito.
L'Atanor è rappresentato in varie forme, da quella cubica o parallelepipeda a quella cilindrica. Esiste un'accurata descrizione dell'Atanor fatta da Giovanni di Rupescissa nel suo De confectione veri lapidis philosophorum.
Il significato dell'Atanor non è però quello di un comune forno in cui cuocere i metalli, "non è un forno della specie di quello dei chimici"; esso "di cui i filosofi hanno un gran segreto" altro non è che lo spirito umano, dove avvengono realmente le 'combustioni' e arde il Fuoco Segreto. Attraverso la forma del forno con i suoi involucri, piani e vari strati non si vuole dare altro che una metafora semplificata del complesso delle qualità mentali, spirituali e fisiche dell'individuo, le trasformazioni delle quali lo condurranno al conseguimento della Pietra Filosofale.
L'alchimista, inoltre, rispecchiava il proprio spirito nell'athanor: infatti l'athanor era in grado di "bruciare" le impurità di un metallo impuro quale il piombo sino a renderlo oro, e così l'alchimista doveva essere in grado di liberarsi dei propri "peccati" purificandosi e studiando sino a divenire luce e maestro alchimista.
L'atanor, come il laboratorio, rappresentava un microcosmo, la semplificazione dell'universo in una stanza e l'atanor simboleggiava il sole, appunto il fuoco eterno.